# OSE-Baureihe 520
Die Baureihe 520 der griechischen Eisenbahnverkehrsgesellschaft Organismos Sidirodromon Ellados (OSE) sind dieselelektrische Triebzüge für den Schnellverkehr. Hergestellt wurden die insgesamt zwölf Fahrzeuge 1989 vom Lokomotivbau Elektrotechnische Werke „Hans Beimler“ Hennigsdorf (LEW) in der Deutschen Demokratischen Republik als vierteilige Einheit (DMU-4) und 1995 von AEG als fünfteilige Einheit (DMU-5). Die Fahrzeuge wurden herstellerseitig als Typ OSE 2000 N bezeichnet. Es ist kein Fahrzeug mehr aktiv.

## Geschichte
Die Fahrzeuge wurden in den 1980er Jahren entwickelt, als sich zwischen Firmen der Bundesrepublik Deutschland und Deutschen Demokratischen Republik zahlreiche Möglichkeiten der Zusammenarbeit ergaben. Sie entstanden unter der Federführung von AEG in Zusammenarbeit mit LEW und dem Waggonbau Bautzen. Seitens LEW haben am Außendesign zahlreiche Institute der DDR mitgewirkt. Konkret benannt ist das Institut für künstlerisches Industriedesign. Technische Ausrüstungen kamen teilweise von Firmen der DDR, teilweise aus der BRD (Antriebsmotoren).
Die Fahrzeuge waren für den Intercityverkehr in Griechenland bestimmt und haben eine Innenausstattung, die damals zu den luxuriösesten in Griechenland gehörte. Es gibt  eine Küche mit Speiseausgabe. Die Innenräume sind gegen Außengeräusche isoliert und mit Klimaanlage sowie Sprachansage ausgerüstet. Vorgesehen waren die Züge für den Schnellverkehr auf den Strecken Piräus–Thessaloniki, Athen–Alexandroupoli, Athen–Volos, Athen–Kalambaka und Athen–Kozani. 1989 wurde ein Fahrzeug auf der Leipziger Messe ausgestellt und dort mit einer Goldmedaille prämiert.
Diese Dienste führten die Fahrzeuge bis 2017 aus. Danach wurden sie in Thessaloniki stationiert und bevorzugt in Nordgriechenland auf Nahverkehrsstrecken eingesetzt. 2014 war noch etwa ein halbes dutzend aktiv. Mittlerweile sind alle Fahrzeuge aus dem Betrieb genommen.

## Technik

### Mechanik
Die Trieb- und Mittelwagen sind in ihren Abmessungen und Parametern weitgehend vereinheitlicht worden, sodass Wagenlänge, Drehgestelle, Drehzapfenabstand, Überhänge, Seitenwände mit Tür- und Fensteranordnung gleich sind. Alle Wagen besitzen Zug- und Stoßeinrichtung nach UIC. Unterschiede sind zwischen den Motorwagen (Führerstand am Fahrzeugende) mit einem Gepäckabteil (Gattung A) und einem Zugführerabteil (Gattung B). Bei den Mittelwagen wird unterschieden zwischen Wagen mit Küche und Bar (Gattung C) sowie reinen Sitzwagen (Gattung D). Die Motorwagen haben dieselelektrischen Antrieb. Am Dieselmotor ist ein Drehstromgenerator angeflanscht. Unterflur ist pro Drehgestell je ein Fahrmotor, er treibt über Gelenkwellen beide Achsen des Drehgestelles an. Die angetriebenen Achsen sind spurkranzgeschmiert.
Der Wagenkasten ist in Stahlleichtbauweise in Schweißausführung hergestellt. Der tragende Verband bietet durch Diagonalversteifungen und Dachquerversteifungen zusätzlichen Halt. Klappen in den Unterboden gestatten den Zugang zu den Fahrmotoren, dem Kompressor, Sandkasten und Stoßdämpfern. Die Seitenwände sind aus einem Gerippe dünnkantiger Abkantprofile und der Außenhaut zusammengeschweißt. Die Endwagen besitzen die 2. Klasse, der Wagen Gattung C die 1. Klasse und der Wagen Gattung D die 2. Klasse. Alle Sitze der 2. Klasse sind aus Schaumstoff und Kunstleder, in der 1. Klasse sind sie mit Stoffbezug und um 180° drehbar. An allen Sitzen sind Klapptische und verstellbare Rückenlehnen vorhanden. Die Übergangseinrichtung zwischen den Wagen ist mit Gummiwülsten abgeschlossen.
Bei der Konstruktion der H-förmigen Drehgestellen in Schweißkonstruktion wurde Rücksicht genommen auf den kleinen Raddurchmesser und die niedrige Einstiegshöhe. Die Rollenachslager sind mit Schraubenfedern abgefedert und mit Achslenker geführt. Die Wagenkastenabstützung ist mit Wiegenpendel, Schraubenfedern und integrierten Drehzapfen realisiert. Die Gleitabstützung ist mit Platten aus Nirosta. Die Räder sind Vollräder mit integrierten zwei Bremsscheiben.
Die Einheit ist mit einer Druckluftbremse nach dem System KE sowie einer elektrischen Widerstandsbremse ausgerüstet. Gebremst wird zuerst elektrisch. Da nur die Triebwagen eine elektrische Bremse haben, wird bei den Mittelwagen bei starker Bremsung über die elektropneumatische Bremse die Bremszylinder mit beaufschlagt.

### Elektrik
Die elektrische Ausrüstung wurde unter den Gesichtspunkten der schnellen Beschleunigung und der hohen Geschwindigkeit gestaltet.
Die Fahrmotoren sind Reihenschlussmotoren mit Fremdbelüftung und sind parallel geschaltet. Gespeist werden sie vom Drehstromgenerator über eine Drehstromgleichrichterbrücke. Die Steuerung geschieht über das Microprozessorsystem Sibas 16, über das die gesamte Maschinenanlage des Zuges in Abhängigkeit der Sollwertvorgabe gesteuert wird. Die Signalübertragung im Zug erfolgt über Pulsbreitensteuerung bei 400 Hz und 60 V.
Die elektrische fremderregte Widerstandsbremse arbeitet mit der pneumatischen Bremse zusammen. Die Bremserregung erfolgt durch den Traktionsgenerator. Der Bremswiderstand ist auf dem Dach und eigenbelüftet. Im Zug sind drei elektrische Netze vorhanden; ein Drehstromhilfsbetriebenetz für 380/220 V 50 Hz für die E-Raumlüfter, die Kompressormotoren, Klimaanlage, Zusatzheizung, Kühlwasservorwärmanlage, Kraftstoffpumpe und Küchenausrüstung, ein Gleichstromnetz für die Batterie und dem 24 V-Anlasser für die Dieselmotoren und ein Wechselstromnetz für die Fahrgastraumbeleuchtung mit 220 V 50 Hz. Die Züge besitzen eine Vielfachsteuerung für zwei Züge. Außerdem sind Sicherheitsfahrschaltung, Beschallungsanlage und Brandmeldeanlage für den Raum mit dem Dieselmotor und dem Schaltraum für die Elektrik vorhanden.